# Silvia Vinhas
Silvia Vinhas (Monte Azul Paulista, 28 de março de 1966) é uma jornalista e mestre de cerimônias brasileira.
Começou sua carreira em 1990 como correspondente da Rede Bandeirantes na Fórmula Indy. Como repórter esportiva, participou da cobertura de cinco Olimpíadas e cinco Copas do Mundo, além de NBA, Fórmula Indy e Golfe, destacando-se sua carreira como apresentadora dos programas Show do Esporte, Esporte Total, Faixa Nobre do Esporte e BandSports.

## Biografia
Silvia Vinhas formou-se em Odontologia, profissão que exerceu por cinco anos antes de tornar-se jornalista.
Então casada com Luciano do Valle, foi a primeira mulher a participar de coberturas automobilísticas. Acompanhou as grandes vitórias de Emerson Fittipaldi nas 500 Milhas de Indianápolis. Foi à amizade com o piloto brasileiro que proporcionou um dos grandes momentos da carreira da repórter esportiva. Sem conseguir as condições que desejava para a renovação de contrato para a temporada de 1993 da F1, Ayrton Senna aproveitou a folga de fim de ano de 1992 para testar, com o amigo Emerson Fittipaldi, um carro de Fórmula Indy. Silvia Vinhas foi à única jornalista a registrar esse momento histórico, em Phoenix, Arizona.

## Carreira no jornalismo esportivo
Morando em Miami, Flórida, cobriu a NBA, onde outro grande momento merece registro. Na cobertura de um jogo entre Chicago Bulls e Miami Heat, às vésperas de ter sua única filha Isabela, entrevistou dentro do vestiário, o super astro Michael Jordan. Ela conta que Jordan foi muito amável, mas os outros jogadores do time não gostaram nada da ideia de ter uma grávida invadindo o espaço masculino.
Ainda em Miami, participou da cobertura do SuperBowl, a grande final do Futebol Americano. Além do esporte, ela também abastecia o jornalismo da emissora com reportagens especiais.
Voltou ao Brasil em 1993. Com o projeto Verão Vivo ao lado de Luciano do Valle e José Luiz Datena, teve o desafio de comandar uma plateia de quase dez mil pessoas nas tardes de janeiro. Também na Band apresentou os programas esportivos da época, como a Faixa Nobre do Esporte, o Esporte Total, Band Esporte e principalmente, o Show do Esporte aonde dividiu apresentação com Fernando Vanucci.  A equipe de esportes comandada por Luciano do Valle marcou época em todo o Brasil. O trabalho de nomes como Elia Júnior, Cléo Brandão, Simone Mello e jornalistas especializados como Juarez Soares, Gilson Ribeiro, Osvaldo Pascoal e tantos outros, foi eternizado no Museu do Futebol em São Paulo.
Silvia Vinhas, participou da cobertura de grandes eventos esportivos como os Jogos Olímpicos de 1996 em Atlanta, 2000 em Sydney, 2004 em Atenas, 2008 em Pequim e 2012 em Londres. No futebol foram 5 Copas do Mundo: 1994, nos Estados Unidos, 1998 na França, 2006 na Alemanha, 2010 na África do Sul e 2014 no Brasil, além da passagem pelo SBT sendo repórter de campo durante o Campeonato Paulista de 2003

## Trabalhos fora do jornalismo esportivo
Apresentou também o São Paulo Acontece, telejornal local da emissora, ao lado de José Nello Marques. No BandSports, foi apresentadora do BandSports Golf Club, nas noites de segunda a sexta-feira, além de programas como o BandSports News e Depois do Jogo. Deixou o Grupo Band em 2014.
Desde 2002, comanda o Opinião Livre, programa de entrevistas diário de meia hora, no Canal Universitário. 

## Trabalhos atuais
Atualmente, apresenta o Noticias em Foco, jornalístico na Mega TV e na RBI, além de realizar seus próprio podcast no Youtube chamado "Pod Chegar com Silvia Vinhas".
No rádio, apresenta o programa Duas na Tri, na Rádio Trianon ao lado de Malu Mota e também integra a equipe de esportes da Rádio Capital.

## Prêmios
| Ano  | Prêmios                                                                    | Categoria             | Resultado | Ref.   |
| ---- | -------------------------------------------------------------------------- | --------------------- | --------- | ------ |
| 2023 | Troféu ACEESP (Associação dos Cronistas Esportivos do Estado de São Paulo) | Troféu Regiani Ritter | Venceu    | [ 13 ] |